# (73455) 2002 NT36
2002 أن تي 36 (ويعرف أيضًا باسم (73455) 2002 أن تي 36 وفق تسمية الكوكب الصغير) (بالإنجليزية: 2002 NT36)‏ هو كويكب ضمن حزام الكويكبات؛ وترتيبه 73455 من حيث الاكتشاف.
اكتُشف هذا الجُرم الفلكي بواسطة بحث لنكولن عن الكويكبات القريبة من الأرض في 9 يوليو 2002.

## وصلات خارجية
- (73455) 2002 NT36 في قاعدة بيانات مختبر الدفع النفاث لأجرام النظام الشمسي الصغيرة

- الاكتشاف · مخطط المدار ·  العناصر المدارية · المعلمات المادية

- (73455) 2002 NT36 على موقع ويكي سكاي: DSS2, SDSS, GALEX, IRAS, Hydrogen α, X-Ray, Astrophoto, Sky Map, Articles and images